# Katonga (natuurreservaat)
Het Katonga-wildreservaat ligt op ongeveer 25 kilometer afstand van het Kibale National Park in Oeganda. Het is een klein, maar zeer onbedorven gebied. Het reservaat is genoemd naar de gelijknamige rivier die de zuidelijke grens van het park inkomt en veel zijtakken in het park heeft. Er leidt geen normale weg naartoe, waardoor er nauwelijks toeristen in het reservaat komen. De natuur is nog onbedorven en vele zijtakken van de rivier maken dit park tot een paradijs voor allerlei waterdieren en vogels. Ook de ongerepte fauna is hier beroemd.
Behalve de vele vogels zijn hier diverse soorten antilopen, buffels, knobbelzwijnen en nijlpaarden.